# Aplectrum hyemale
Aplectrum es un género monotípico de orquídeas  perteneciente a la subfamilia Epidendroideae. Tiene una única especie Aplectrum hyemale (Muhl. ex Willd.) Nutt. 1818.

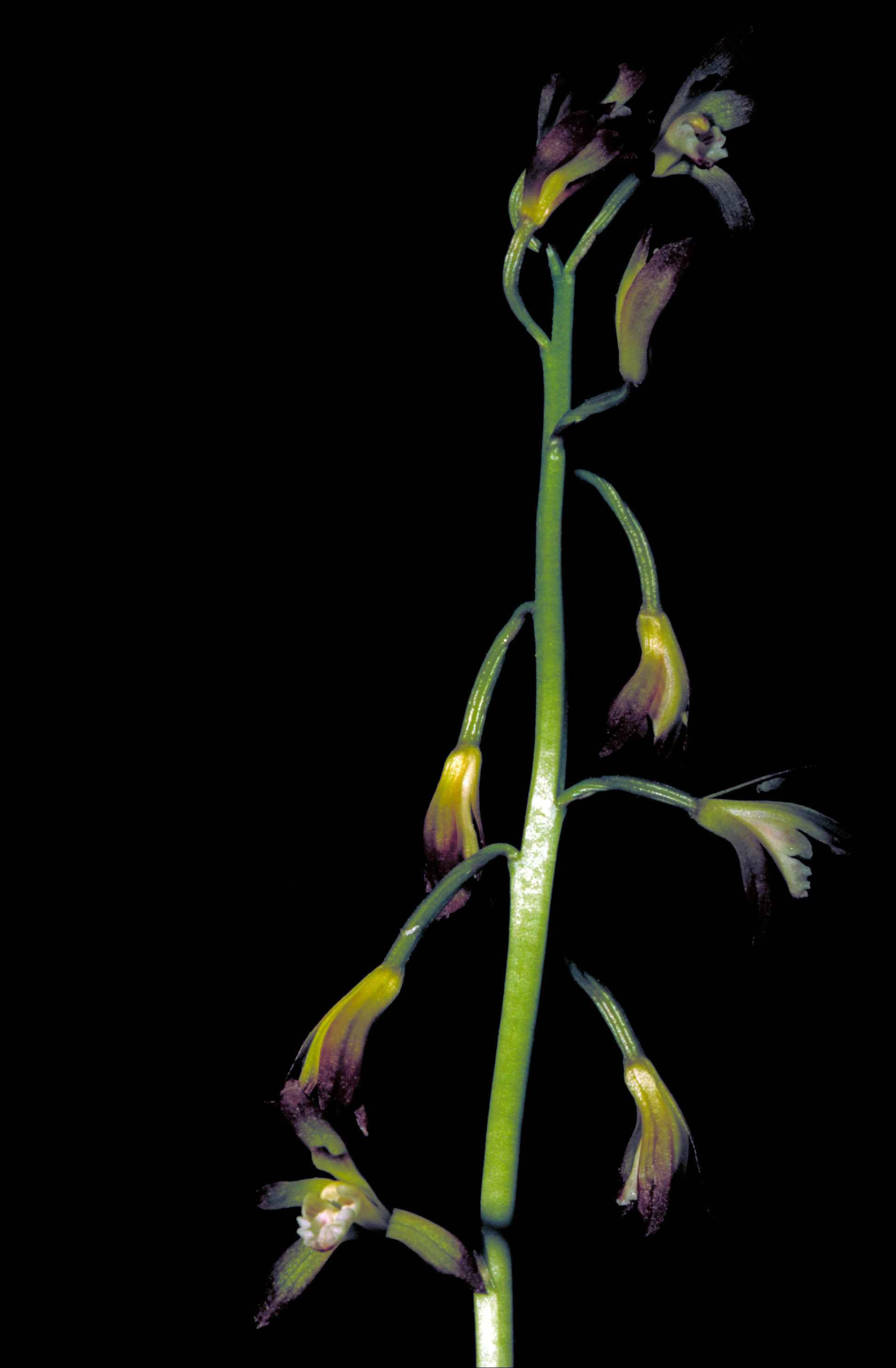
Inflorescencia.

## Descripción

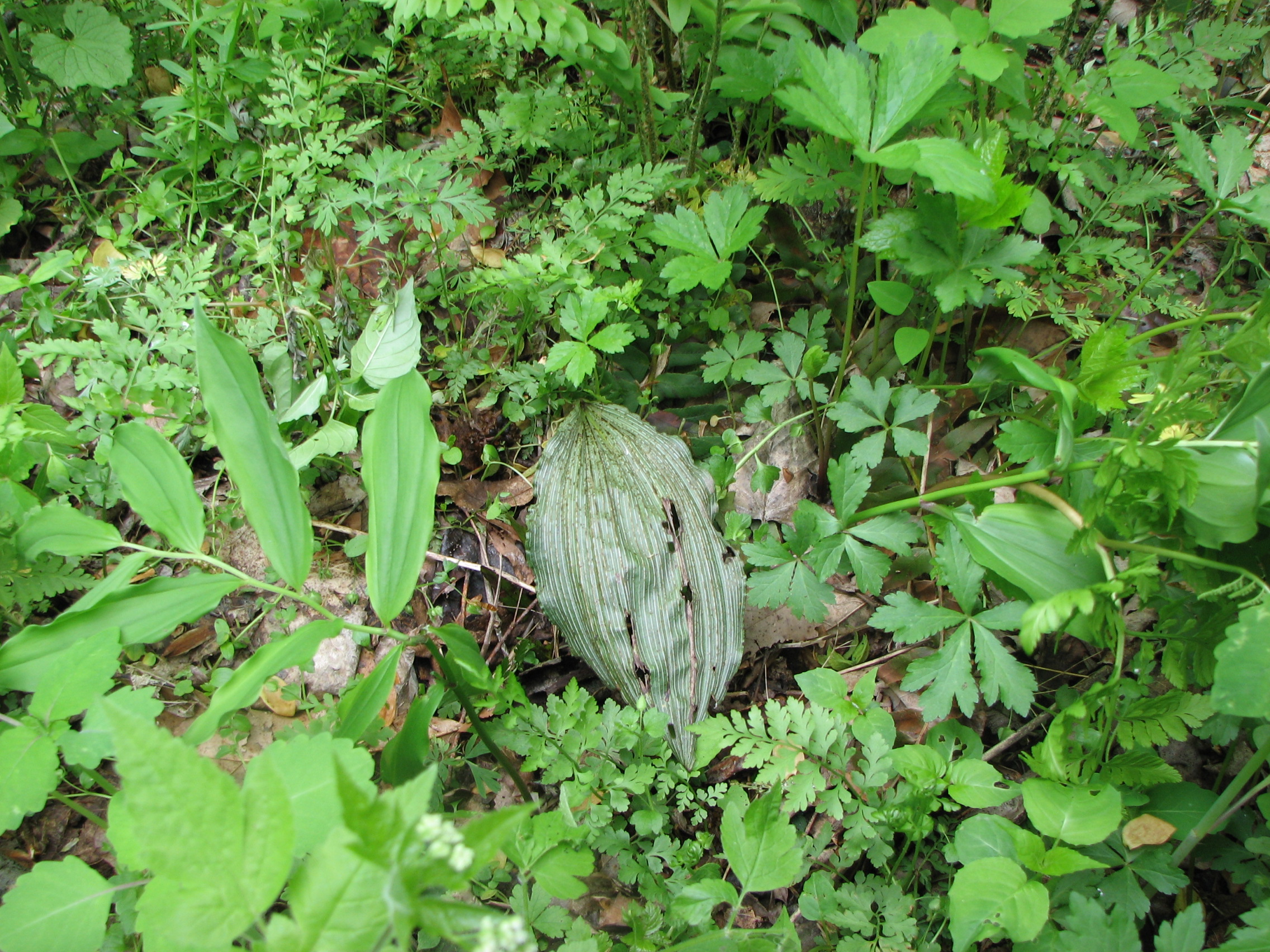
Hoja.

Aplectrum hyemale es una planta herbácea perenne. Las raíces son de color blanco, ligeramente carnosas, con  una espesa capa de células rodeándolas.  En particular en las plantas jóvenes, es un espeso y ramificado rizoma que aumenta con los hongos micorrizas que contienen.
Del tubérculo brota en el otoño una sola hoja.  La hoja es ovalada y mide alrededor de diez a veinte centímetros de longitud con tres a ocho centímetros de ancho. La textura es fina y a lo largo de la hoja se encuentran venas protuberantes.  La parte superior es de color verde oscuro con venas de color blanquecino, la parte inferior de color rojo oscuro o marrón verdoso rojo. 
La inflorescencia parece lateral y surge desde el tubérculo. Los pétalos son de color amarillento o verdoso y un poco de color marrón-rojizo, sólo el labio es de color blanco con dibujos de color rojizo.

## Hábitat y distribución
Es una planta nativa de los bosques abiertos de Canadá y Estados Unidos.   La distribución coincide aproximadamente con la de los bosques caducifolios en el este de América del Norte.  Las plantas crecen a altitudes de 0 a 1200 metros.  Los hábitats están ubicados principalmente donde es menor el crecimiento de los bosques, en ríos y zonas de tierras bajas, incluidas turberas y pantanos.

## Taxonomía
Aplectrum hyemale fue descrita por (Muhl. ex Willd.) Nutt. y publicado en The Genera of North American Plants 2: 198. 1818.
Etimología
Aplectrum: nombre genérico que viene del griego antiguo: "plèktron" = (traza), que se refiere a la ausencia de  espuela.
hyemale: epíteto latino que significa "del invierno".
Sinonimia
- Cymbidium hyemale Muhl. ex Willd. (1806). basónimo
- Epidendrum hyemale (Muhl. ex Willd.) Poir. in J.B.A.M.de Lamarck (1810).
- Corallorhiza hyemalis (Muhl. ex Willd.) Nutt. (1818).
- Aplectra elatior Raf. (1824).
- Aplectrum spicatum Britton (1888).
- Aplectrum shortii Rydb. in N.L.Britton (1901).
- Aplectrum spicatum var. pallidum House (1903).[4][5]